# 藤原啟治
藤原啓治（日语：／ Keiji Fujiwara，1964年10月5日—2020年4月12日）是日本聲優，AIR AGENCY代表董事。出生於東京都，血型A型。身高175公分，體重68公斤。
代表作有《蠟筆小新》（野原廣志）、《鋼之鍊金術師》（馬斯·休斯）、《交響詩篇》（霍蘭德）、《妖怪少爺 千年魔京》（奴良鯉伴）青之驅魔師第一季 （藤本獅郎）等。

## 經歷
- 頻繁演出《索斯機械獸》、《鋼之鍊金術師》、《天保異聞 妖奇士》、《血戰》、《機動戰士鋼彈00》等人氣動畫
- 代表作有《蠟筆小新》（野原廣志）、《交響詩篇艾蕾卡7》（霍蘭德）、《鋼之鍊金術師》（休斯）、《天保異聞 妖奇士》（龍導往壓）、《索斯機械獸》（阿巴恩）、《血戰》（內森）、《校園迷糊大王》（旁白）、《KERORO軍曹》（旁白、波爾森山）等角色
- 所屬經歷為、文学座劇團附屬演劇研究所→劇團木山事務所→賢事務所。然後在2006年11月創立自己的事務所AIR AGENCY
- 和同樣為聲優的子安武人、櫻井孝宏、三木真一郎等人有相當的交情。
- 跟楢橋美紀和矢島晶子一起出席猜謎節目時，被揶揄說「廣志的台詞就『我回來了』這句話是最多的」。
- 由於野原廣志給人的印象太過強烈、因此在2channel和等論壇中、藤原所演出的角色大多被叫做「廣志」。
- 在《蠟筆小新》動畫系列中，電視上許多政治人物或明星有不倫戀或出櫃等新聞時都使用藤原的名字（有台詞的場合也是他配音的）。
- 小時候的家教相當嚴格，大部分的時間沒辦法看動畫，只能看富士電視台《三點的你》英語教學節目。
- 2016年9月因為健康狀態因素而退出電視動畫的錄音，所屬事務所並沒有公佈藤原啟治的病因。2017年6月後考量身體狀況，逐步重返聲優界。
- 2020年4月12日因癌症病逝，享年55歲[1]。同月16日由其所屬的事務所發表此事。

## 人物
- 理想的女性為「容姿端正而且充滿真心的人」
- 和自己的姐姐相差十歲。
- 喜歡演歌。
- 喜歡喝酒，和朋友在外面喝完酒回來後，也會在家裡喝。
- 在《Keroro軍曹》的旁白除了使用富山敬風格外，也會使用像是淀川長治、森本レオ的風格來作旁白。
- 在雜誌專訪中多次帶墨鏡，理由是因為這樣比較不可怕。

## 特色
- 經常配大叔角色。
- 除了大叔類型的角色外，因為其低沉性感的聲系，偶爾也會幫美型男類型的角色配音，包括有《鋼鐵神兵》（龍）、《棋靈王》（緒方精次）、《十二國記》（驍宗）、《聖魔之血》（伊薩克·費南度·馮·坎柏菲）、《奇蹟列車》（車掌）和《妖怪少爺 千年魔京》（奴良鯉伴）等。

## 代演、繼任者
以下為藤原在2016年9月至2017年6月疗养时期以及2020年4月去世之后，由其他聲優代演或接任的作品（註：只記載了正式公開的部分）：
| 繼任者     | 角色名                     | 作品                                              | 繼任者的初次演出                            |
| ---------- | -------------------------- | ------------------------------------------------- | ------------------------------------------- |
| 森川智之   | 野原廣志                   | 《蠟筆小新》                                      | 第906集開始                                 |
| 森川智之   | 霍蘭德·諾瓦克              | 《交響詩篇》                                      | 《交響詩篇 Hi-Evolution 1》                 |
| 森川智之   | ヒュートラム・オブリカーン | 《ZENONZARD THE ANIMATION》                       | 第5話                                       |
| 森川智之   | 服部全藏                   | 《銀魂》                                          | 《銀魂 THE FINAL》                          |
| 森川智之   | 十鬼蛇二虎                 | 《拳願阿修羅》                                    | 第二季                                      |
| 津田健次郎 | 榎本勇                     | 《宇宙戰艦大和號2199》                            | 《宇宙戰艦大和號2202：愛的戰士們》          |
| 津田健次郎 | 漢尼斯                     | 《進擊的巨人》                                    | 《進擊的巨人 第二季》第8話                  |
| 津田健次郎 | 林藤匠                     | 《境界觸發者》                                    | 《境界觸發者 第二季》                       |
| 小形滿     | 博格·斯通                  | 《超時空要塞Δ》                                   | 第24、25話                                  |
| 松本保典   | Mr.Robot                   | 《駭客軍團》                                      | 第二季                                      |
| 平田廣明   | 藤本獅郎                   | 《青之驅魔師》                                    | 《青之驅魔師 京都不淨王篇》                 |
| 中井和哉   | 樋口清太郎                 | 《四疊半宿舍，青春迷走》                          | 《春宵苦短，少女前進吧！》                  |
| 堀内賢雄   | 帥哥                       | 《神奇寶貝世代》                                  | 第17話                                      |
| 山本兼平   | Mr. K（霧夜）              | 《閃亂神樂》                                      | 《閃亂神樂 PEACH BEACH SPLASH》             |
| 山野井仁   | 瓦西里·費特                | 《活屍末日》                                      | 第三季                                      |
| 山路和弘   | 歐根                       | 《碧藍幻想》                                      | 《碧藍幻想 The Animation》                  |
| 井上和彥   | 衛斯·嘉德納                | 《尖叫女王》                                      | 第二季                                      |
| 高木渉     | 托馬·E·菲奧雷              | 《FAIRY TAIL魔導少年》                            | 《FAIRY TAIL魔導少年 劇場版 龍之淚》        |
| 大川透     | 曇大湖                     | 《笑傲曇天》                                      | 《笑傲曇天〈外傳〉～訣別，豺之誓言～》      |
| 關智一     | 阿爾德巴蘭                 | 《Re:從零開始的異世界生活》                       | 《Re:從零開始的異世界生活 -DEATH OR KISS-》 |
| 小松史法   | 特拉維斯·柯克蘭            | 《机动战士GUNDAM SIDE STORIES》                   | 《GUNDAM VERSUS》                           |
| 小山力也   | 內斯塔                     | 《與魔共舞》                                      | 《Dance with Devils-Fortuna-》              |
| 東地宏樹   | 伊達航                     | 《名偵探柯南》                                    | 《名偵探柯南 警察學校篇》                   |
| 浪川大輔   | 神乐·睦月                  | 《苍翼默示录》                                    | 《苍翼默示录：平行世界黑暗戰爭》            |
| 山寺宏一   | 杜伊・諾瓦克               | 《交響詩篇》（《Anemone/交響詩篇 Hi-Evolution》） | 《Eureka/交響詩篇 Hi-Evolution》            |
| 三上哲     | 石神百夜                   | 《Dr.STONE 新石紀》                               | 第三季《NEW WORLD》                         |
| 諏訪部順一 | 綠牛                       | 《ONE PIECE》                                     | 第1079話                                    |

## 演出作品
※粗體字表示說明飾演的主要角色。

### 電視動畫
不明
- 多啦A夢（集金人）
- バットマン・ザ・フューチャー（スペルバインダー/アイラ・ブリングス）

1990年
- 至尊勇者（巴朗城堡）

1991年
- 横山光輝 三国志（張飛）
- 亂馬½熱鬥篇（大德寺/康大德）

1992年
- 蠟筆小新（野原廣志、藤原啓治、士兵）
- 蕃茄超人（ナップル博士）

1993年
- 機動戰士V GUNDAM（ストライカー・イーグル、バーツラフ・マサリク、ワーグマン）
- 疾風戰士（デステニー）
- 秀逗泰山（マニ、ガルシア・マンガーノ）
- 忍者亂太郎（野村雄三、吉野作造、見習忍者、士兵）
- 黑色推銷員－忘年會特別篇（松戶大助）

1994年
- 機動武鬥傳G GUNDAM（貴族A）
- 咕嚕咕嚕魔法陣（キザランドス）
- 美少女戰鬥隊（芝野直也）
- 超時空要塞7（恐怖分子）

1995年
- 新機動戰記鋼彈W（諾邊塔）

1996年
- 機動新世紀鋼彈X（グリーツ・ジョー）
- 聖天空戰記（カジャ）
- 鋼鐵神兵（龍）
- 名偵探柯南（男A、警官）
- 浪客劍心（長岡幹雄、權藏）
- 烏龍派出所（石渡）

1997年
- 金田一少年之事件簿（佐伯京助）
- CLAMP学園偵探團（黒服領導、爸爸）
- 貓·狐·警探（立花誠）
- 百變金剛：野獸戰爭（特殊戰鬥員機器恐龍/複製機器恐龍）
- 超魔神英雄傳（Top Spin）

1998年
- 頭文字D（庄司慎吾）
- 白色十字架（鷹取雅史）

1999年
- 十兵衛 心形眼罩的秘密（菜之花 彩）
- 快感指令（工藤）
- 頭文字D Second Stage（庄司慎吾）
- 索斯機械獸（阿巴恩）
- 百變金剛：野獸戰爭（特殊戦闘員ダイノボット/特殊戦闘兵メタルスダイノボット）

2000年
- 女神候補生（東·肘方）
- 第一神拳（木村達也）

2001年
- 棋靈王（緒方精次）
- 熱帶雨林的爆笑生活（銀行強盜/多姆）

2002年
- 閃靈二人組（工籐邪馬人）
- 十二國記（驍宗）
- 火影忍者（黑鋤雷牙）
- 校園迷糊大王（役舎丸廣事/萬石、ナレーション）

2003年
- 萬花筒之星（卡洛斯・永戶）
- 奇諾之旅（20男）
- 鋼之鍊金術師（馬斯·休斯）

2004年
- 神奇寶貝超世代（赤焰松）
- 妄想代理人（真壁俊介）
- 攻殼機動隊（ロッド/軍曹）
- 絢爛舞踏祭（庫貝內斯）
- Keroro軍曹（波爾森山、旁白大哥、Nyororo）

2005年
- 交響詩篇（霍蘭德）
- 黑貓（史恩·波爾菲德）
- 聖魔之血（伊薩克·費南度·馮·坎柏菲）
- 血戰（涅桑·瑪拉）
- 蜂蜜幸運草（花本修司）

2006年
- 天保異聞 妖奇士（龍導往壓）
- 死亡筆記本（相澤周市）
- 史上最強弟子兼一（洛基）
- 銀魂（服部全藏）
- 蜂蜜幸運草Ⅱ（花本修司）
- 女生愛女生（宇宙仁）

2007年
- sola ( 辻堂 剛史)
- GO！純情水泳社！（蜷川正志）
- 天翔少女（冬后蒼哉）
- 地獄少女（手島おさむ）(第16話)
- 勇者萊汀（寺崎宗次）
- Baccano!（拉德·盧梭）
- 灼眼的夏娜II（坂井貫太郎）
- 機動戰士GUNDAM 00（阿里·亞爾·沙瑟斯）
- 魔法人力派遣公司（賈拉）
- 獸裝機攻斷空我NOVA（田中）

2008年
- 妳是主人我是僕（上杉巖）
- 真實之淚 true tears（真一郎的父親）
- 隱之王（閂）
- 西洋古董洋菓子店（橘圭一郎）
- 亡念之扎姆德（角股雷魚）
- 屍姬 赫（田神景世）
- 機動戰士GUNDAM 00 第二季（阿里·亞爾·沙瑟斯）
- 黑塚 KUROZUKA （歌留多）

2009年
- 屍姬 玄（田神景世）
- 鋼之鍊金術師FULLMETAL ALCHEMIST（馬斯·休斯）
- 第一神拳（木村達也）
- 戰國BASARA（松永久秀）
- BASQUASH!（普萊斯）
- 奇蹟列車～歡迎來到大江戶線～（車掌（第十二號））

2010年
- 神隱之狼 （九澄正明）
- 無頭騎士異聞錄 DuRaRaRa!! （葛原金之助）
- 荒川爆笑團 （村長（河童））
- 戰國BASARA貳（松永久秀）
- 四疊半宿舍，青春迷走（樋口清太郎）
- 爆丸2大爆破（新生獨角巨龍）
- 少年犯罪檔案（野本龍次（狂龍））
- 變形金剛進化版 （鋼鎖）
- 鋼鐵人（動畫版）（東尼·史塔克）
- 祝福之鐘（尼克）
- 出包王女 第二季（結城才培）

2011年
- 放浪男孩（小信／椎名）
- 青之驅魔師（藤本獅郎）
- TIGER & BUNNY（傑克馬丁內斯）
- 食梦者玛莉（橘的父亲）
- 魔法禁書目錄Ⅱ（木原數多）
- 爆丸3狩獵保衛者（螺旋獨角巨龍）
- 銀魂'（服部全藏）
- 召喚惡魔（傑艾魯 猛）
- 神的記事本（花田勝）
- 妖怪少爺 千年魔京（奴良鯉伴）
- BLOOD-C（更衣唯芳）
- 迷茫管家與膽怯的我（近衛流）
- 新獵人（雷歐力）
- 灼眼的夏娜Ⅲ Final（坂井貫太郎）
- 請認真的和我戀愛！！（釋迦堂刑部）
- UN-GO（矢島）

2012年
- 超機械生命體 變形金剛領袖之證（密卡登/密卡扥那斯）
- 創聖機械天使EVOL（不動·ZEN）
- 迷你裙宇宙海賊（百眼）
- 心連·情結（後藤龍善）
- 女子落語（銀河聯邦太陽系知事）
- 交響詩篇AO（蘭頓·薩斯頓）
- 軍火女王（多明尼克）

2013年
- 第一神拳（木村達也）
- 玉子市場（北白川豆大）
- 閃亂神樂（霧夜）
- JOJO的奇妙冒險 戰鬥潮流（艾西迪西）
- 伊克西翁傳說 DT（教團指揮官）
- 名偵探柯南（伊達航）
- 宇宙战舰大和号2199（榎本勇）※2012年起于电影院先行上映
- 進擊的巨人（漢尼斯）
- 八犬傳－東方八犬異聞－ 第二季（緋之塚那智）
- 神不在的星期天（尤力·沙克馬·迪米特里耶維奇[10]）
- BLOOD LAD 血意少年（海德菈·漢茲）
- 魔界王子 devils and realist（巴貝雷特）
- 單色小姐 -The Animation-（瑪莉歐）
- 萌萌侵略者 OUTBREAK COMPANY（的場甚三郎）
- 記錄的地平線（李·耿恩）
- 限制級殺手（五郎）
- 噗嗶啵～來自未來～（若葉的爸爸）

2014年
- 靈裝戰士（湯瑪斯）
- 展開騎士（懷特）
- 目隱都市的演繹者（楯山研次朗）
- 幕末Rock（近藤勇）
- 記錄的地平線2（李·耿恩）
- 境界觸發者（林藤匠）
- PSYCHO-PASS心靈判官2（東金朔夜）
- 笑傲曇天（曇大湖）

2015年
- 新妹魔王的契約者（東城迅）
- 死亡遊行（辰巳）
- 無頭騎士異聞錄 DuRaRaRa!!×2 承（葛原金之助）
- 終結的熾天使（柊天利）
- 血界戰線（戴爾多洛·布羅迪）
- 銀魂（服部全藏）
- Chaos Dragon 赤龍戰役（西梅翁）
- 潮與虎（蒼月紫暮）
- 無頭騎士異聞錄 DuRaRaRa!!×2 轉（葛原金之助）
- 出包王女DARKNESS 2nd（結城才培）
- 魔物娘的同居日常（加瀨木）
- 監獄學園（旁白、關羽、理事長）
- 可愛的Muco（日语：いとしのムーコ）（棒田）
- 傳頌之物 虛偽的假面（哈克）
- 進擊！巨人中學校（漢尼斯）
- Dance with Devils（內斯塔）
- 新妹魔王的契約者 BURST（東城迅）

2016年
- 粗點心戰爭（鹿田洋、口笛糖學長、福澤諭吉）
- 石膏男團（布魯圖斯）
- 無頭騎士異聞錄 DuRaRaRa!!×2 結（葛原金之助）
- 潮與虎 第2期（蒼月紫暮）
- Re:從零開始的異世界生活（阿爾迪巴蘭）
- Joker Game（及川政幸大尉）
- 魔奇少年 辛巴達的冒險（席那赫霍）
- 超時空要塞Δ（伯格·斯通）
- 吸血鬼僕人（彼岸）
- 發條精靈戰記 天鏡的極北之星（巴達·桑克雷）
- 槍彈辯駁3 －The End of 希望峰學園－ 未來篇（黃櫻公一）
- 路人超能100（總長）
- 槍彈辯駁3 －The End of 希望峰學園－ 絕望篇（黃櫻公一）

2017年
- 妖怪公寓的優雅日常（藤之老師）
- 迪亞地平線（被）（烏魯夫）
- 血界戰線 & BEYOND（戴爾多洛·布羅迪）

2018年
- 粗點心戰爭2（鹿田洋）
- 銀魂 銀之魂篇（服部全藏）
- 後街女孩（犬金組長[11]）
- 搖曳露營△（旁白）
- 京都寺町三條商店街的福爾摩斯（桐島左京）
- 天狼 Sirius the Jaeger（アレクセイ）

2019年
- 荒野的壽飛行隊（實篤[12]）
- ONE PIECE（綠牛）
- Dr.STONE 新石紀（旁白、石神百夜）
- 七大罪 眾神的逆鱗（魔術士哥塞爾）
- 慎重勇者～這個勇者明明超TUEEE卻過度謹慎～（傑諾斯羅德）

2020年
- 高校之神（大總統、美羅的叔父）
- 無能力者娜娜（鶴岡）

### OVA動畫
- 機動戰士GUNDAM第08MS小隊（艾歷多亞·馬契斯）
- 銀河英雄傳說外传 螺旋迷宮フ（レデリック・ジャスパー）
- 銀魂（服部全藏）

1994
- 湘南純愛組！（田村亞希光）

2003
- 第一神拳（木村達也）

### 劇場版動畫
- 頭文字D（庄司慎吾）
- 櫻花大戰（田沼晴義）
- Keroro軍曹（波爾森山）
  - Keroro軍曹超劇場版
  - 超劇場版 Keroro軍曹 2 深海的公主
- 劇場版 鋼之鍊金術師 香巴拉的征服者（休斯）
- 機動戰士GUNDAM第08MS小隊（艾歷多亞·馬契斯）
- 吸血鬼獵人D（ベンゲ）
- 玉子愛情故事（北白川豆大）
- Code Geass 亡國的AKITO（克勞士·沃利克）
- 蠟筆小新（野原廣志）
  - 蠟筆小新劇場版
  - 蠟筆小新：超時空！風起雲湧 我的新娘（未來野原廣志）
  - 蠟筆小新：大對決！機器人爸爸的反擊（機器人廣志\頑固機器人廣志）

2005年
- 最終幻想VII：降臨之子（雷諾）

2010年
- Heartcatch 光之美少女：超級時尚秀在花之都…真的嗎！？（沙羅曼達男爵）
- 五彩繽紛（澤田先生）

2012年
- 伏 鐵砲娘的捕物帳（日语：伏 鉄砲娘の捕物帳）（百花商店店主）

2015年
- 心靈想要大聲呼喊。（城嶋一基）

2017年
- 劇場版 FAIRY TAIL -DRAGON CRY-（托馬·E·菲歐烈）

### 網路動畫
2016年
- 寶可夢世代（帥哥）

### 譯製
電視／電影
| 年份 | 作品名稱               | 配演角色                       | 演員           | 媒介                       |
| ---- | ---------------------- | ------------------------------ | -------------- | -------------------------- |
| 1988 | 校園皇帝               | Leo Wiggins                    | 羅拔·唐尼      | 影碟版本                   |
| 2008 | 鐵甲奇俠               | 鐵甲奇俠/東尼·史達             | 羅拔·唐尼      | 公映/影碟版本              |
| 2008 | 新變形俠醫             | 鐵甲奇俠/東尼·史達             | 羅拔·唐尼      | 公映/影碟版本              |
| 2009 | 神探福爾摩斯           | 夏洛克·福爾摩斯                | 羅拔·唐尼      | 公映/影碟版本              |
| 2009 | 獨奏者                 | Steve Lopez                    | 羅拔·唐尼      | 影碟版本                   |
| 2010 | 鐵甲奇俠2              | 鐵甲奇俠/東尼·史達             | 羅拔·唐尼      | 公映/影碟版本              |
| 2010 | 臨盆急先瘋             | 彼得·海曼                      | 羅拔·唐尼      | 影碟版本                   |
| 2011 | 神探福爾摩斯：詭影遊戲 | 夏洛克·福爾摩斯                | 羅拔·唐尼      | 公映/影碟版本              |
| 2012 | 復仇者聯盟             | 鐵甲奇俠/東尼·史達             | 羅拔·唐尼      | 公映/影碟版本              |
| 2013 | 鐵甲奇俠3              | 鐵甲奇俠/東尼·史達             | 羅拔·唐尼      | 公映/影碟版本              |
| 2014 | 辯父律師               | 亨利·「漢克」·帕爾默           | 羅拔·唐尼      | 影碟版本                   |
| 2014 | 滋味旅程               | Marvin                         | 羅拔·唐尼      | 影碟版本                   |
| 2015 | 復仇者聯盟2：奧創紀元  | 鐵甲奇俠/東尼·史達             | 羅拔·唐尼      | 公映/影碟版本              |
| 2016 | 美國隊長3：英雄內戰    | 鐵甲奇俠/東尼·史達             | 羅拔·唐尼      | 公映/影碟版本              |
| 2017 | 蜘蛛人：返校日         | 鐵甲奇俠/東尼·史達             | 羅拔·唐尼      | 公映/影碟版本              |
| 2018 | 復仇者聯盟3：無限之戰  | 鐵甲奇俠/東尼·史達             | 羅拔·唐尼      | 公映/影碟版本              |
| 2019 | 復仇者聯盟：終局之戰   | 鐵甲奇俠/東尼·史達             | 羅拔·唐尼      | 公映/影碟版本              |
| 1999 | 玻璃樽                 | 呂拔萃                         | 梁朝偉         | 錄影帶/影碟版本            |
| 2001 | 同居密友               | 蔣通菜                         | 梁朝偉         | DVD版本                    |
| 2007 | 色，戒                 | 易先生                         | 梁朝偉         | 影碟版本                   |
| 2012 | 大魔術師               | 張賢                           | 梁朝偉         | 影碟版本                   |
| 2013 | 續命梟雄               | Ron Woodroof                   | 馬修·麥康納希  | 影碟版本                   |
| 2013 | 魔力麥克               | Dallas                         | 馬修·麥康納希  | 影碟版本                   |
| 2016 | 青木原树海             | Arthur Brennan                 | 馬修·麥康納希  | 影碟版本                   |
| 2009 | 殺神少女：漢娜         | Erik Heller                    | 艾力·班納      | 影碟版本                   |
| 2014 | 今·猛·夜               | 勞夫·薩奇                      | 艾力·班納      | 影碟版本                   |
| 1996 | 古惑仔之人在江湖       | 大天二                         | 謝天華         | 錄影帶/DVD版本             |
| 1996 | 古惑仔2之猛龍過江      | 大天二                         | 謝天華         | 錄影帶/DVD版本             |
| 1996 | 古惑仔3之隻手遮天      | 大天二                         | 謝天華         | 錄影帶/DVD版本             |
| 1997 | 97古惑仔之戰無不勝     | 大天二                         | 謝天華         | 錄影帶/DVD版本             |
| 1992 | 義海雄風               | 威廉·聖地牙哥                  | 麥克·迪羅倫佐  | 影碟版本                   |
| 1994 | 野鴨變鳳凰             | Gordon Bombay                  | Emilio Estevez | 錄影帶/DVD版本             |
| 1996 | 蟑螂總動員             | 喬                             | 傑瑞·奧康內爾  | 錄影帶/DVD版本             |
| 1999 | 復仇戰將               | Matt Hogan                     | Shark Fralick  | 錄影帶/DVD版本             |
| 2000 | 一個頭兩個大           | Charlie Baileygates/Hank Evans | 占·基利        | 影碟版本                   |
| 2001 | 穿越時空愛上你         | Phil                           | 馬修·沙斯曼    | DVD版本                    |
| 2006 | 新鐵金剛智破皇家賭場   | 勒·契夫軻                      | 麥斯·米基辛    | 朝日電視台/DVD新收錄特別版 |
| 2008 | 蝙蝠俠：黑夜之神       | 小丑                           | 希夫·烈達      | 影碟版本                   |
| 2009 | 狂野時速4              | 拜仁·奧康納                    | 保羅·獲加      | 朝日電視台                 |
| 2013 | HANNIBAL(S1)           | 弗雷德里克·奇爾頓              | 勞爾·埃斯帕扎  | 收費頻道/影碟版本          |
| 2013 | 一級雙雄               | 尼基·勞達                      | 丹尼爾·布爾    | 電視放送/影碟新收錄版本    |

### 特攝片
2012年
- 特命戰隊Go Busters（豹田·Nick）

### 遊戲
- 蒼翼默示錄（十二宗家筆頭 / 世界虛空情報統制機構大佐兼衛士最高司令官 / 近衛團團長 神樂=睦月）
  - 蒼翼默示錄 刻之幻影
  - 蒼翼默示錄 神觀之夢
- 血源詛咒（聯盟大師沃爾特）
- 潛龍諜影4：愛國者之槍（德瑞宾〈Drebin〉）
- 生化奇兵：无限（布克·德威特）
- 恶魔城 暗影之王（加百列·贝尔蒙特）
- 頭文字D（庄司慎吾）
  - 頭文字D Special Stage
  - 頭文字D Street Stage
  - 頭文字D ARCADE STAGE4
- 惡名昭彰2（柯爾·瑪庫拉斯）
- SD鋼彈G世代系列
  - SD鋼彈G世代-ZERO（艾歷多亞·馬契斯、獠·魯茲）
  - SD鋼彈G世代-F（艾歷多亞·馬契斯、獠·魯茲）
  - SD鋼彈G世代-F.I.F（艾歷多亞·馬契斯、獠·魯茲、ノベンタ元帥）
  - SD鋼彈G世代 NEO（獠·魯茲）
  - SD鋼彈G世代 SEED（獠·魯茲）
  - SD鋼彈G世代 SPIRITS（艾歷多亞·馬契斯、獠·魯茲）
  - SD鋼彈G世代 WARS（獠·魯茲、阿里·亞爾·沙瑟斯）
  - SD鋼彈G世代 PORTABLE（艾歷多亞·馬契斯、獠·魯茲、ノベンタ元帥）
  - SD鋼彈G世代 WORLD（獠·魯茲、阿里·亞爾·沙瑟斯）
- 神業－KAMIWAZA－（藍之助）
- 蠟筆小新（野原廣志）
  - 蠟筆小新 オラとおもいでつくるゾ!
  - 蠟筆小新 最強家族カスカベキング うぃ〜
- 天誅 紅（鎬）
- 戰國BASARA系列（松永久秀）
  - 戦国BASARA2 英雄外傳
  - 戦国BASARA 熱戰英雄
  - 戦国BASARA 年代群雄
  - 戦国BASARA3 宴
  - 戦国BASARA4
  - 戦国BASARA4 皇
- 同級生2（天道新幹線）
- 新鬼武者 夢之曙光（柳生宗矩）
- Keroro軍曹（波爾森山）
  - keroro軍曹 メロメロバトルロイヤル
  - keroro軍曹 メロメロバトルロイヤルZ
  - keroro軍曹 演習だヨ!全員集合パート2
- 魔法老師（高畑·T·隆道）
- RB餓狼傳說 SPECIAL DOMINATED MIND（白魔）
- 洛克人X6（蓋特）
- SD鋼彈（獠·魯茲、艾歷多亞·馬契斯）
- 幻想水滸傳（ブランド）
- 幻想水滸傳（フェリド、キリィ、コルネリオ、ベゲン、ブランドの人形）
- 異世紀機器人大戰 3 THE FINAL（霍蘭德）
- 超級機器人大戰系列
  - 超級機器人大戰GC（艾歷多亞·馬契斯）
  - 超級機器人大戰Z（カシマル・バーレ、霍蘭德、キャリン・フリック、ガガーン）
  - 第2次超級機器人大戰Z 破界篇（霍蘭德、阿里·亞爾·沙瑟斯）
  - 第2次超級機器人大戰Z 再世篇（霍蘭德）
- 西格瑪和聲（假面執事）
- 白騎士物語（スカーダイン）
- 王國之心（Axel）
  - 王國之心Re.記憶之鍊
  - 王國之心Ⅱ
  - 王國之心358/2天
  - 王國之心夢中降生（Lea）
  - 王國之心3D
  - 王國之心 III (Lea/Axel)
- 核心危機：最終幻想VII（雷諾）
- 機戰傭兵5（主任）
- 十三支演義 〜偃月三國傳〜（張世平）
- 閃亂神樂系列（霧夜）
  - 閃亂神樂 -少女們的真影-
  - 閃亂神樂 Burst -紅蓮的少女們-
  - 閃亂神樂 SHINOVI VERSUS -少女們的証明-
- 弧光幻想曲（ラストナ・オイゲン）
- 自由戰爭（卡洛斯·「狄奧託修斯」真納）
- 時間復興（霍利奇・蘇爾）
- 英雄聯盟（Master Yi 易大師）
- 极地战嚎4（Pagan Min 蒲甘明）
- 碧藍幻想（歐根（オイゲン））
- 夢王國與沉睡中的100位王子殿下（瑪爾坦）
- 魔法禁書目录（木原數多）

2015年
- 傳頌之物 虛偽的假面（哈克）
- 人中之龍0（西谷譽）

2016年
- 傳頌之物 二人的白皇（奧修特爾（哈克））
- 最終幻想XV（艾汀·伊茲尼亞）
- 最终幻想世界（伊芙利特）

2018年
- 魔法禁書目录（手游） （木原數多）
- 任天堂明星大亂鬥 特別版（超夢）

2019年
- 人中之龍 Online（西谷譽）
- 最终幻想 纷争NT（艾汀·伊兹尼亞）

2020年
- 最终幻想VII 重制版（雷諾）
- 魔法禁書目录 幻想收束 （木原數多）
- 真·女神轉生III－Nocturne HD REMASTER（カグツチ）
- RANBU 三国志乱舞（孫堅）

2022年
- 洛克人X DiVE（凯特）

2024年
- 最終幻想VII 重生（雷諾）

### CD
- 英雄傳說VI「空之軌跡」 廣播劇CD 〜去り行く決意〜（奈爾·班茲）
- 血咒聖痕 廣播劇CD Act.Ⅰ（雷夫羅）
- 血咒聖痕 廣播劇CD Act.Ⅱ（雷夫羅）
- 神的記事本 廣播劇CD 時髦詐欺師的末路（相賀澤淳）
- 泛用人型少女·百式 廣播劇CD（秋葉步）

## 來源
1. ↑  Oricon News. . 2020-04-16  [2020-04-16]. （原始内容存档于2021-02-28） （日语）.
2. ↑  アニメ「クレヨンしんちゃん」野原ひろし役・藤原啓治さんの代役について （页面存档备份，存于） - テレビ朝日
3. ↑  . Comic Natalie. 2023-09-21  [2023-09-21]. （原始内容存档于2023-09-28） （日语）.
4. ↑  榎本勇 （页面存档备份，存于） - 宇宙戦艦ヤマト2202 愛の戦士たち
5. ↑  .   [2020-04-18]. （原始内容存档于2020-09-29）.
6. ↑  . グランブルーファンタジー ジ・アニメーション 公式サイト.   [2019-08-04]. （原始内容存档于2019-08-03）.
7. ↑  . 劇場アニメ「曇天に笑う｣<外伝> ～決別、犲の誓い～公式サイト.   [2017-08-08]. （原始内容存档于2018-11-16）.
8. ↑  . Dance with Devils-Fortuna- / ダンスウィズデビルス -フォルトゥーナ-（ダンデビ）公式サイト.   [2017-09-20]. （原始内容存档于2021-03-01）.
9. ↑  @Eiichiro_Staff.  (推文). 2023-10-08  [2023-10-08] –Twitter （日语）.
10. ↑  . .   [2025-07-26] （日语）.
11. ↑  . 電視動畫「後街女孩」官方網站.   [2018-05-28]. （原始内容存档于2020-06-12）.
12. ↑  . 電視動畫「荒野的壽飛行隊」官方網站.   [2018-11-14]. （原始内容存档于2018-09-13）.

## 相關連結
- AIR AGENCY公式官網的聲優簡介 （页面存档备份，存于） （日語）
- AIR AGENCY的X（前Twitter） （日語）
- AIR AGENCY BLOG （页面存档备份，存于） （日語）
- 藤原啟治的聲優道 （日語），2013年12月27日最後查閱。
- 藤原啟治的聲優道，完整中文翻譯。 （页面存档备份，存于） （繁體中文），2013年11月6日最後查閱。